# Son Negre
Son Negre es una localidad y pedanía española perteneciente al municipio de Felanich, en la parte suroriental de Mallorca, comunidad autónoma de las Islas Baleares. Cerca de esta localidad se encuentran los núcleos de Felanich capital, Cas Concos d'es Cavaller y es Carritxó.
Se trata de una pequeña aldea de población diseminada en diversas casas que se agrupan alrededor de un oratorio.

## Historia
Son Negre surgió al desmembrarse de la posesión de Son Salas en 1577. Su propietario era Bartolomé Obrador, conocido como "El Negret" («el Negrito»), de quien posteriormente tomaría el nombre.
En 1817, para que la población no tuviera que desplazarse a Son Tauler, se inauguró en Son Negre un oratorio dedicado a la Inmaculada Concepción. La zona creció notablemente entre el siglo XIX y comienzos del XX. En 1924, durante el gobierno de Primo de Rivera, se creó una escuela —consta que el arquitecto palmesano Guillermo Forteza hizo una adaptación de los planos— y en 1938 la iglesia se erigió en vicaría. En 1974 la escuela fue suprimida y desde entonces se usa para realizar actividades socioculturales.

## Demografía
Según el Instituto Nacional de Estadística de España, en el año 2019 Son Negre contaba con 205 habitantes censados, lo que representa el 1,15% de la población total del municipio.

### Evolución de la población
| Gráfica de evolución demográfica de Son Negre entre 2009 y 2019 |
|                                                                 |
| Datos según el nomenclátor publicado por el INE.                |

## Comunicaciones
Algunas distancias entre Son Negre y otras ciudades:
| Ciudades          | Distancia (km) |
| ----------------- | -------------- |
| Felanich          | 4              |
| Manacor           | 18             |
| Palma de Mallorca | 52             |

## Cultura

### Fiestas
Son Negre celebra sus fiestas populares en torno al 17 de enero en honor a San Antonio, patrón del pueblo. El viernes de las fiestas a veces se representa en la antigua escuela una obra de teatro, llamada La comedia, donde asiste gente de Son Negre y Felanich, entre otros sitios. Al día siguiente se prende una gran hoguera en honor al santo, alrededor de la cual se bebe vino de la tierra y tuestan longaniza, morcilla y panceta. Por último, el domingo tiene lugar la bendición de animales en la iglesia y llevan las carrozas y tractores con remolques decorados.